# Laguna de los Cóndores
La laguna de los Cóndores o laguna de las Momias se encuentra a , a 93 km de la provincia de Chachapoyas, departamento de Amazonas y a un día de camino a pie o 45 km desde la localidad de leymebamba, con un tiempo de 2h en auto , y a pie 12 h desde leymabamba hasta la Laguna.

## Mausoleos
En torno a esta laguna se encuentra un yacimiento arqueológico, descubierto en 1997. Comprende unos mausoleos que albergaban fardos funerarios con ofrendas diversas (objetos de oro y artesanía). Las más de 200 momias recuperadas han sido identificadas como pertenecientes a la cultura Chachapoyas (ca. 800-1470), Chachapoya-inca (ca. 1470-1532) y al Colonial temprano (ca. 1532-1570).
Las 200 momias están actualmente expuestas en el Museo de sitio de Leymebamba, tras haber permanecido hasta julio de 2006 en el Technisches Museum Wien (Viena).